# 努宗维尔站
努宗维尔站是法国的一个铁路车站，位于法国东北部市镇努宗维尔。

## 位置
努宗维尔站位于努宗维尔城区的南部。车站大致呈南北走向，开口朝东。

## 车站概况
努宗维尔站是一个小型的火车站，设有人工售票窗口及自动售票机。站前设有公交车站及停车场。

## 停靠线路
以下列车线路在努宗维尔站停靠：
| 努宗维尔站列车线路表   |              |                   |                             |              |
| 线路                   | 车种         | 上一站            | 下一站                      | 大致运行频率 |
| 沙勒维尔-梅济耶尔—日韦 | 法国大区列车 | 沙勒维尔-梅济耶尔 | 默兹河畔茹瓦尼/默兹河畔博尼 | 每天7~14趟   |
| 1.                     |              |                   |                             |              |

## 配套交通

### 大巴车
努宗维尔站对应的大巴车上下车地点位于车站前方的空地上。当某条铁路线施工或罢工时，SNCF会提供途径该线路沿途站点的大巴车。

### 市内交通
努宗维尔站对应的公交车站名称为"Nouzonville Gare"，停靠该站的公交线路包括沙勒维尔-梅济耶尔公交6路和9路。

## 临近车站
| 努宗维尔站（Gare de Nouzonville） |                  |                  |
| 上行车站                          | 线路             | 下行车站         |
| 沙勒维尔-梅济耶尔站               | 苏瓦松－日韦铁路 | 默兹河畔茹瓦尼站 |
| - 本表仅显示运营中的线路及车站    |                  |                  |